# Megmentés (televíziós sorozat)
A Megmentés (eredeti cím: Salvation) egy amerikai dráma televíziós sorozat, amelyet 2017. július 12-én mutattak be. A hivatalos előzetese a sorozatnak 2017. május 10-én jelent meg. 2017. október 18-án a CBS megrendelte a második évadot, amit 2018. június 25-én mutattak be. 2018. november 20-án a CBS befejezte a sorozatot kettő évad után.

## Szereplők

### Főszereplők
| Színész           | Karakter       | Leírás |
| ----------------- | -------------- | --- |
| Santiago Cabrera  | Darius Tanz    | Egy milliárdos feltaláló. A TANZ művek alapitója és vezérigazgatója. Kulcsszerepet játszik az Egyesült Államok védelmében a közelgő aszteroida ellen. Darius az Egyesült Államok alelnökeként szolgál, majd Mackenzie elnök meggyilkolása után ő lesz az elnök. |
| Jennifer Finnigan | Grace Barrows  | A pentagon sajtótitkára. Később Mackenzie elnök, majd Tanz elnök vezető tanácsadója; Intim kapcsolata van Harrissal. Dariusszal dolgozik, hogy megakadályozza az aszteroida becsapódását a Földbe.                                                              |
| Charlie Rowe      | Liam Cole      | Hallgató a MIT-ben. Később Darius pártfogója; A kormányon kívűl ő az első ember, aki előre jelezte, hogy aszteroida fog csapódni a Földbe. Ő és Darius együtt dolgoznak az EM-meghajtón, amivel remélik, hogy megtudják változtatni az aszteroida útját.        |
| Jacqueline Byers  | Jillian Hayes  | Egy Sci-fi író Bostonból aki összemelegedett Liammel. Később Darius kiválasztotta, hogy válasszon ki 160 embert, aki elhagyja a Földet, ha az aszteroida becsapódását nem lehetne megállítani.                                                                  |
| Rachel Drance     | Zoe Barrows    | Grace lánya. |
| Shazi Raja        | Amanda Neel    | Nyomozó riporter, aki kiakarja deríteni Darius és a kormány titkait. Miután rájött az aszteroidára, Amandát meggyilkolták, mielőtt közzétette volna a történetet.                                                                                               |
| Ian Anthony Dale  | Harris Edwards | Az Egyesült Államok Légierő Akadémiáján diplomázott. Az Egyesült Államok védelmi miniszterhelyetteseként szolgál, és egyike azon kevés Washingtonban élő embereknek, akik tudnak az aszteroida közeledéséről.                                                   |
| Ashley Thomas     | Alonzo Carter  | Nyomozó a Washingtoni rendőrségnél. Claire Rayburn eltűnését vizsgálja. |
| Melia Kreiling    | Alycia Vrettou | Egy számitógépes zseni. A RE/SYST tagja. A fogságban lévő tudósok nemzetközi csoportját vezette, hogy kitaláljanak valami tervet, amivel megtudját állítani az aszteroidát.                                                                                     |

### Visszatérő szereplők
| Színész            | Karakter             |
| ------------------ | -------------------- |
| Dennis Boutsikaris | Malcolm Croft        |
| Erica Luttrell     | Claire Rayburn       |
| Tovah Feldshuh     | Pauline Mackenzie    |
| Josette Jorge      | Karissa              |
| Sasha Roiz         | Monroe Bennett       |
| Mark Moses         | Hugh Keating         |
| Brian Markinson    | Randall Calhoun      |
| Jeffrey Nordling   | Daniel Hayes         |
| John Noble         | Nicholas Tanz        |
| Raven Dauda        | Harris titkára       |
| Autumn Reeser      | Theresa              |
| André Dae Kim      | Dylan Edwards        |
| Taylor Cole        | Fiona Lane           |
| Madison Smith      | Nate Ryland          |
| Jonathan Silverman | Roland Kavanaugh     |
| Anjali Jay         | Dr. Rosetta Stendahl |
| Luke Arnold        | Bass Shepherd        |
| Manoj Sood         | Dr. Chandra          |
| James Lesure       | Trey Thompson        |

## Epizódok
| Évad | Évad | Epizódok | Első sugárzás    | Utolsó sugárzás      |
| ---- | ---- | -------- | ---------------- | -------------------- |
|      | 1    | 13       | 2017. július 12. | 2017. szeptember 20. |
|      | 2    | 13       | 2018. június 25. | 2018. szeptember 17. |

### Első évad (2017)
| Sor. | Év. | Cím                                                        | Rendező                 | Író                                                                           | Premier                                   |
| --- | --- | ---------------------------------------------------------- | ----------------------- | ----------------------------------------------------------------------------- | ----------------------------------------- |
| 1. | 1.  | Bevezető (Pilot)                                           | Juan Carlos Fresnadillo | Történet : Matt Wheeler Tévéjáték : Liz Kruger & Craig Shapiro & Matt Wheeler | 2017. július 12. 2017. július 13.         |
| Amikor Liam Cole, az MIT-n tanuló egyetemista felfedezi, hogy aszteroida fog a Földnek ütközni, a techmilliárdos Darius Tanztól kér segítséget.                  |     |                                                            |                         |                                                                               |                                           |
| 2. | 2.  | Újabb utazás a Nap körül (Another Trip Around the Sun)     | Ken Fink                | Corey Miller                                                                  | 2017. július 19. 2017. július 20.         |
| Liam és Darius egy elméletileg lehetetlen technológiát akarnak kifejleszteni, hogy megvédjék a bolygót az aszteroida becsapódásától.                             |     |                                                            |                         |                                                                               |                                           |
| 3. | 3.  | Igazság vagy Darius (Truth or Darius)                      | Stuart Gillard          | Gavin Johannsen & Dennis Saldua                                               | 2017. július 26. 2017. július 27.         |
| Dariusnak gyorsabban kell haladnia az EM-meghajtóval. Grace megdöbbenve fedezi fel, hogy a Pentagon legjobb terve is embermilliárdok halálát eredményezi.        |     |                                                            |                         |                                                                               |                                           |
| 4. | 4.  | Az emberi törzs (The Human Strain)                         | Greg Beeman             | Mike Werb                                                                     | 2017. augusztus 2. 2017. augusztus 3.     |
| Dariust letartóztatják a NASA meghekkelésének gyanújával. Miután Grace beszélt vele, ellátogat a Tanz Industries-ba hogy tovább nyomozzon.                       |     |                                                            |                         |                                                                               |                                           |
| 5. | 5.  | A hit megtartása (Keeping the Faith)                       | Jennifer Lynch          | Angela L. Harvey                                                              | 2017. augusztus 2. 2017. augusztus 3.     |
| Darius és Grace rájönnek, ki a besúgó. Egyértelművé válik, hogy egy idegen nagyhatalom próbálja irányítása alá vonni az aszteroidát.                             |     |                                                            |                         |                                                                               |                                           |
| 6. | 6.  | Az alma nem esik messze a fájától (Chip Off the Ol' Block) | Russell Fine            | Blake Taylor                                                                  | 2017. augusztus 9. 2017. augusztus 10.    |
| Ahogy a tét emelkedik, Harris és Liam elindulnak megszerezni a kristályt, amivel új EM-meghajtót építhetnek.                                                     |     |                                                            |                         |                                                                               |                                           |
| 7. | 7.  | Vöröset látunk (Seeing Red)                                | Robbie Duncan McNeill   | Christina M. Walker                                                           | 2017. augusztus 16. 2017. augusztus 17.   |
| A oroszokkal egyre fokozódik a feszültség, a nemzeti érdek pedig mintha elhomályosítaná a valódi problémát.                                                      |     |                                                            |                         |                                                                               |                                           |
| 8. | 8.  | Oroszországból szeretettel (From Russia, With Love)        | Nick Gomez              | Dennis Saldua                                                                 | 2017. augusztus 16. 2017. augusztus 17.   |
| Grace és Darius oroszországi magánlátogatásuk rájönnek, hogy zavarosabb a helyzet, mint gondolták.                                                               |     |                                                            |                         |                                                                               |                                           |
| 9. | 9.  | Hazafias játékok (Patriot Games)                           | Maja Vrvilo             | Gavin Johannsen                                                               | 2017. augusztus 23. 2017. augusztus 24.   |
| Egy kiszivárgott hír tovább bonyolítja az USA és Oroszország kapcsolatát, veszélyeztetve a bolygó megmentésére irányuló terveket.                                |     |                                                            |                         |                                                                               |                                           |
| 10. | 10. | Kegyelemdöfés (Coup de Grace)                              | Dan Lerner              | Angela L. Harvey                                                              | 2017. augusztus 30. 2017. augusztus 31.   |
| Mivel nem tudja elérni az elnököt, Darius úgy dönt, magához csábítja: sajtókonferenciát szervez, ahol nagy bejelentést ígér.                                     |     |                                                            |                         |                                                                               |                                           |
| 11. | 11. | Minden egyben (All In)                                     | Ed Ornelas              | Corey Miller                                                                  | 2017. szeptember 6. 2017. szeptember 7.   |
| Amikor az elnök terrorista csoportnak nyilvánítja a hekkereket, Harris és Grace gyermekeik biztonsága miatt aggódnak.                                            |     |                                                            |                         |                                                                               |                                           |
| 12. | 12. | A keserű jóslat (The Wormwood Prophecy)                    | Greg Prange             | Mike Werb                                                                     | 2017. szeptember 13. 2017. szeptember 14. |
| Harris, Grace és Darius nyomozásba kezd a kormányzat felső köréig nyúló összeesküvés ügyében.                                                                    |     |                                                            |                         |                                                                               |                                           |
| 13. | 13. | A merénylet Amerika ellen (The Plot Against America)       | Stuart Gillard          | Liz Kruger & Craig Shapiro                                                    | 2017. szeptember 20. 2017. szeptember 21. |
| Egy amerikai hadihajót támadás ér Florida partjainál. Grace, Harris, Liam és Darius versenyt futnak az idővel, hogy megvédjék az emberiséget a megsemmisüléstől. |     |                                                            |                         |                                                                               |                                           |

### Második évad (2018)
| Sor. | Év. | Cím                                             | Rendező             | Író                              | Premier                                   |
| --- | --- | ----------------------------------------------- | ------------------- | -------------------------------- | ----------------------------------------- |
| 14. | 1.  | Kiesés (Fall Out)                               | Stuart Gillard      | Liz Kruger & Craig Shapiro       | 2018. június 25. 2018. június 26.         |
| Liam új tervvel áll elő, klausztrofóbia uralkodik el a hangárban, Darius új címet kap, Re/Syst pedig üzenetet hoz a világnak.                          |     |                                                 |                     |                                  |                                           |
| 15. | 2.  | Enyhülés (Détente)                              | Ken Fink            | Gavin Johannsen                  | 2018. július 2. 2018. július 3.           |
| Darius utazásra készül, amely veszélyes és nagy a tétje. Grace aggódik, hogy dolgokat lát. Liam egy titokzatos tudóssal találkozik.                    |     |                                                 |                     |                                  |                                           |
| 16. | 3.  | Bűnök és büntetés (Crimes and Punishment)       | Maja Vrvilo         | Mike Werb                        | 2018. július 9. 2018. július 10.          |
| Bennett a Legfelsőbb Bíróságon kívül erkölcsi fensőbbségét hirdeti, Grace lelkiismereti válságban kerül. Liam ötletét többen támadják.                 |     |                                                 |                     |                                  |                                           |
| 17. | 4.  | Oszthatatlan (Indivisible)                      | Dan Lerner          | Damani Johnson                   | 2018. július 16. 2018. július 17.         |
| A zavargások szétzilálják az országot, közben Claire eltűnése miatti nyomozás fokozódik.                                                               |     |                                                 |                     |                                  |                                           |
| 18. | 5.  | A Fehér Ház megszállása (White House Down)      | Douglas Aarniokoski | Carolyn Townsend                 | 2018. július 23. 2018. július 24.         |
| Az utcákon dühödt hordák randalíroznak, Grace és Alonzo elkeseredetten próbálnak megszerezni egy felvételt, mielőtt a Fehér Házat zárolják.            |     |                                                 |                     |                                  |                                           |
| 19. | 6.  | Hulljanak a darabok (Let the Chips Fall)        | Greg Prange         | K.D. Davila                      | 2018. július 30. 2018. július 31.         |
| Mackenzie próbálja begyógyítani a szétszakadt ország sebeit, de nem mindenki képes továbblépni. Darius tesztvezetésre viszi játékszerét.               |     |                                                 |                     |                                  |                                           |
| 20. | 7.  | Az őrült Tanz király (The Madness of King Tanz) | Nick Gomez          | Blake Taylor                     | 2018. augusztus 6. 2018. augusztus 7.     |
| Darius ismeretlen politikai vizeken találja magát és bosszúra esküszik a fájdalmas veszteségért. Harris felkavaró felfedezést tesz.                    |     |                                                 |                     |                                  |                                           |
| 21. | 8.  | Nyisd ki a szemed (Abre Sus Ojos)               | Tessa Blake         | Steven Maeda                     | 2018. augusztus 13. 2018. augusztus 14.   |
| Darius eltűnik a Fehér Házból, a hivatalnokok pedig kétségbeesetten próbálják megtalálni, mielőtt baja esik. Liam váratlan segítséget kap.             |     |                                                 |                     |                                  |                                           |
| 22. | 9.  | A mandzsúriai jelölt (The Manchurian Candidate) | Tessa Blake         | Damani Johnson & Gavin Johannsen | 2018. augusztus 20. 2018. augusztus 21.   |
| Liam próbálja felvenni a kapcsolatot Jilliannal, Darius pedig politikai karrierjéről és családja sötét múltjáról elmélkedik.                           |     |                                                 |                     |                                  |                                           |
| 23. | 10. | Foglyok (Prisoners)                             | Joe Gallagher       | Mark Kruger                      | 2018. augusztus 27. 2018. augusztus 28.   |
| A hatóságok megérkeznek Alyciához, Dariusnak van egy felvetése. Közben Grace felkavaró telefonhívást kap, Jillian elutasítja Liam aggodalmait.         |     |                                                 |                     |                                  |                                           |
| 24. | 11. | Ünnep nap (Celebration Day)                     | Stuart Gillard      | Carolyn Townsend                 | 2018. szeptember 3. 2018. szeptember 4.   |
| Darius jó híreket hoz, de a sajtótájékoztató kaotikussá válik. Fokozott erőkkel keresik Jilliant és Zoe-t.                                             |     |                                                 |                     |                                  |                                           |
| 25. | 12. | Üdvözlégy, Mária (Hail Marry)                   | Joe Gallagher       | Jeffrey Lieber and K.D. Dávila   | 2018. szeptember 10. 2018. szeptember 11. |
| A bolygó kezd káoszba fulladni, Darius pedig megdöbbentő döntést hoz. Közben Harris felajánlja Grace-nek a lehetőséget, hogy mentse magát -- és Zoe-t. |     |                                                 |                     |                                  |                                           |
| 26. | 13. | Készülj (Get Ready)                             | Liz Kruger          | Liz Kruger and Craig Shapiro     | 2018. szeptember 17. 2018. szeptember 18. |
| A világ az aszteroida érkezésére készül, az energikus Darius keresi a kulcsot, hogy megállítsa a Fehér Ház katasztrofális tervét.                      |     |                                                 |                     |                                  |                                           |